# Epiprinus mallotiformis
Epiprinus mallotiformis är en törelväxtart som först beskrevs av Johannes Müller Argoviensis, och fick sitt nu gällande namn av Léon Camille Marius Croizat. Epiprinus mallotiformis ingår i släktet Epiprinus och familjen törelväxter. Inga underarter finns listade i Catalogue of Life.

## Bildgalleri

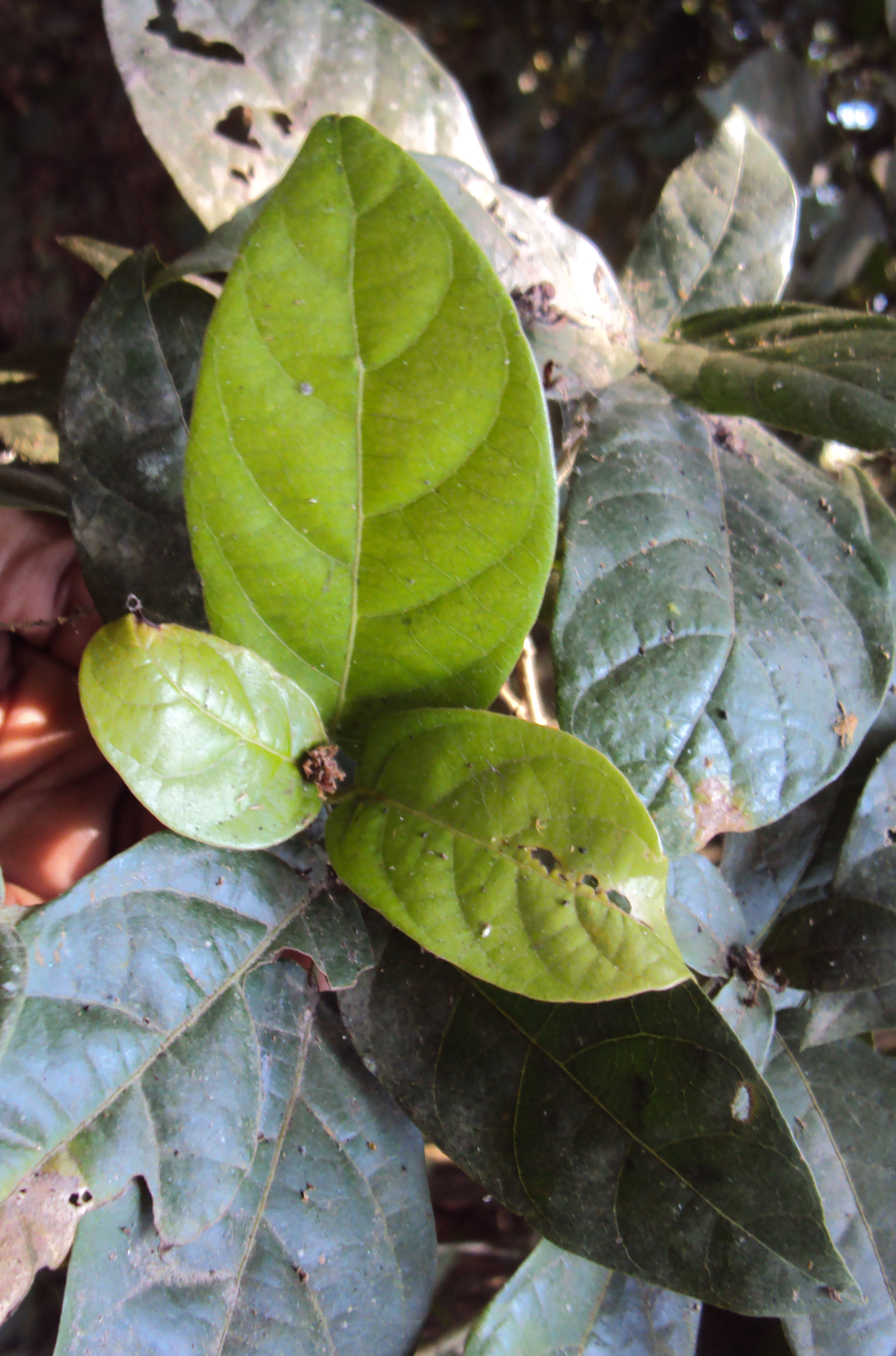
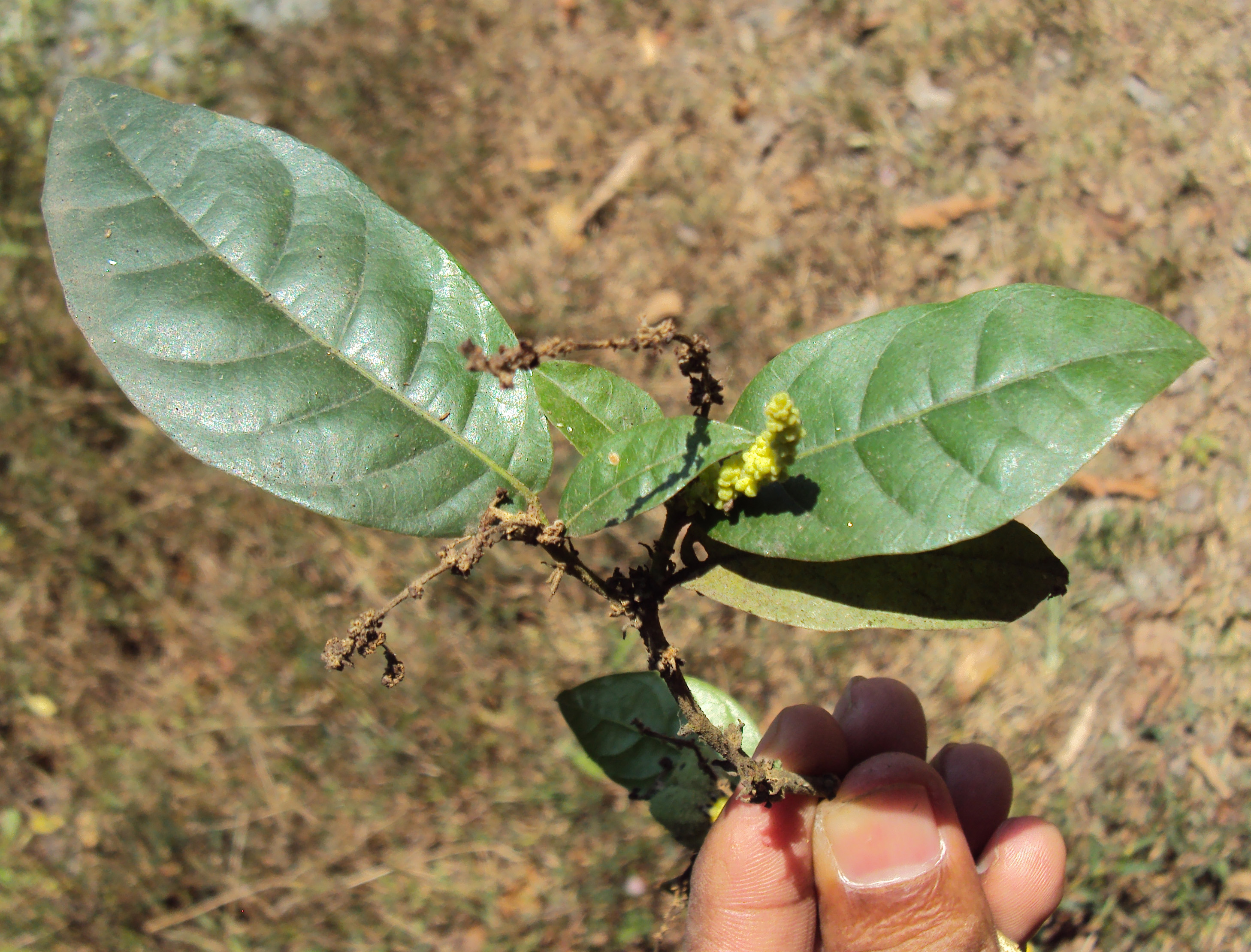
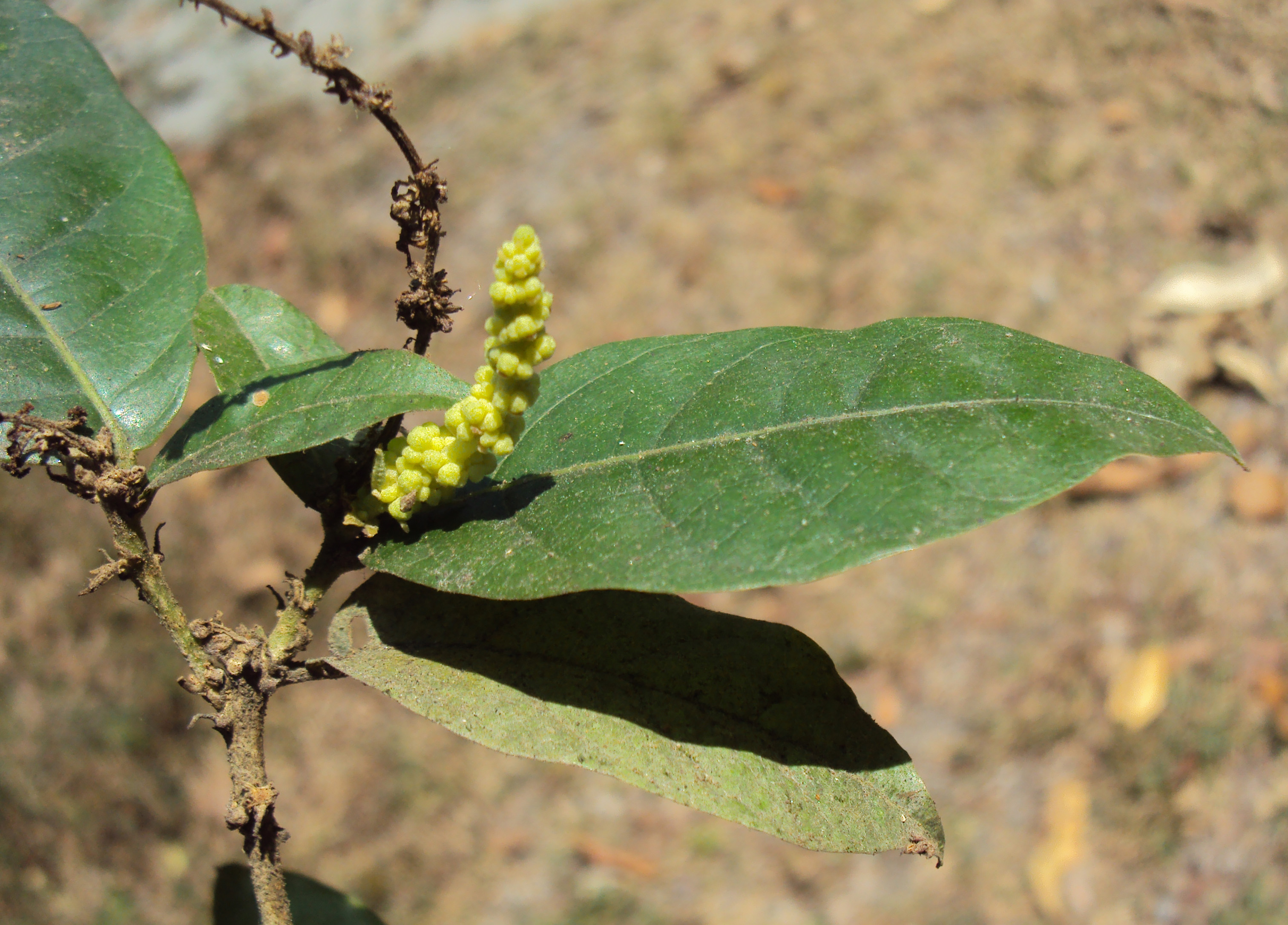
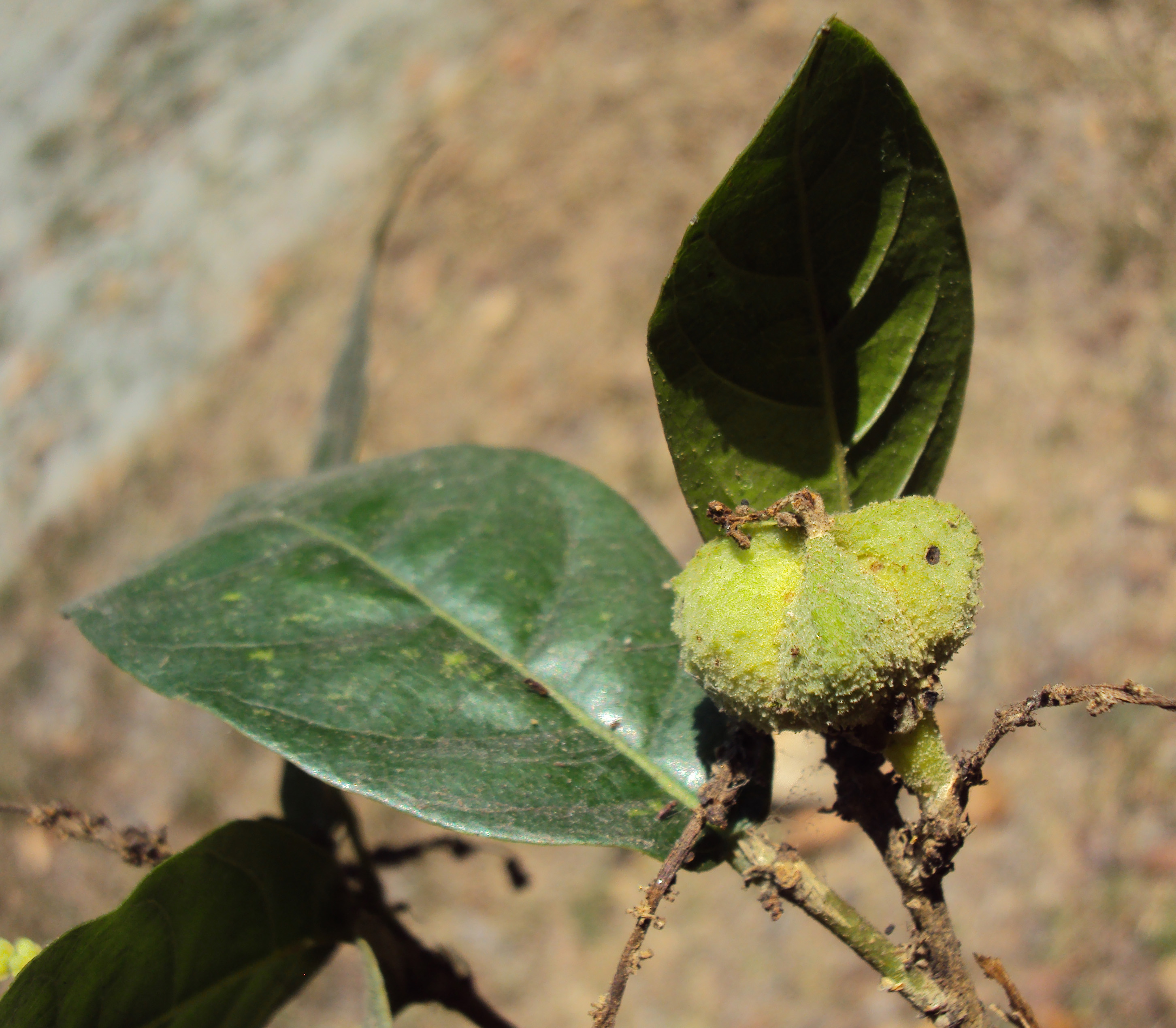